# ブースト・グライド

スキップ再突入の局面を示す。

ブースト・グライド軌道（英語: boost-glide trajectory）とは宇宙機の誘導や再突入で用いる軌道の一つである。この軌道は、大気上層で空気力学的な揚力を用いることで、準軌道飛行を行う宇宙機や再突入機の飛行距離を伸ばす。最大の例では、ブースト・グライドは飛行距離を純粋な弾道飛行の2倍に延長する。他の例では、一連の「スキップ」によりさらなる飛行距離の延長を可能とし、「スキップ・グライド」や「スキップ再突入」などの用語となった。
この概念が最初に真剣に研究されたのは弾道ミサイルの飛行距離を伸ばすためだったが、射程を延長した伝統的な形状のミサイルが導入されたために作戦に採用されることはなかった。根幹となる空気力学上の概念は機動式再突入体（MARV）の製造に採用されている。これはパーシングIIなど数種類のミサイルでは命中精度の向上のためであり、アバンガルド (極超音速滑空体)のようなミサイルでは迎撃の回避のためであった。さらに最近の例では、射程の延長が低空を飛行する手段のために使われており、もっと高い弾道経路を描くのと比較して、より長時間レーダー探知を避ける助けになっている。
さらにこの概念は、月から地球へ帰還する機体の、再突入の時間を延長するためにも採用されている。さもなければ過大な速力を短い時間で落とさねばならず、極めて高い加熱比に悩まされた。アポロ司令船は基本的にワンスキップ再突入（パーシャル・スキップ）を用い、ソビエト連邦のゾンドや中国の嫦娥5号T1も同じである。もっと複雑な複数スキップ再突入が、オリオンのような新しい機体のために提案されている。

## 経緯

### 初期構想
ブースト・グライドの基礎概念が初めて注目を受けたのはドイツの砲兵将校たちによってであり、彼らの「ペーネミュンダー・プファイルゲショセ」が高高度に放たれた際、砲弾をさらに遠くへと投射できることを発見した。これは幾何学や上層の薄い大気を理由として完全に予期できるものではなく、こうした要因を考慮してなお、彼らは射程の延長が見られるのを説明できなかった。ペーネミュンデでの調査により彼らはある発見に至った。これは、高高度の薄い大気中の長い弾道では、砲弾が迎角を持ち、超音速において揚力を生み出すという結果だった。当時これは非常に好ましくないものに思われ、理由はそれが弾道計算を極めて難しいものにしたためである。ただ、射程延長のための応用の可能性を研究者が捨てることはなかった。
1939年6月、ペーネミュンデにあるクラウス・リーデル設計局に所属していたクルト・パットは、ロケット推進の速度と高度を、揚力と航続距離に変換する主翼を提案した。彼はこの効果を算出し、A-4ロケットの射程が275kmから550kmにおおよそ倍加するとした。初期の開発はA-9の名称のもとで検討され、ツェッペリン・シュターケン社での風洞実験のほかに小規模な作業が行われ、以後数年間その状態が続いた。不活発な研究が1942年まで継続されたのちに開発は停止された。
真に長航続距離のためにブースト・グライドの概念を用いた最初期の提案は、1941年のジルバーフォーゲルである。オイゲン・ゼンガーによる提案であり、ドイツの基地からニューヨーク市を攻撃できるロケット動力機が飛行し、それから日本軍が確保している太平洋のどこかに着水するという構想だった。この構想では、機体の主翼を用いて揚力を生み出し、機を引き起こして新しい弾道飛行の軌道へと入り、大気を再び離れ、スキップの間に機体に冷却の猶予を与えている。のちに構想がデモンストレーションされ、スキップ中の加熱量は当初の計算よりももっと大きいもので、宇宙機を溶かすだろうと予見された。
1943年、A-9の研究に再び着手、今回はA-4bの名称のもとに行われた。これは、開発が今やその他の点では未改修のA-4に基づいていたこと、またA-4計画が当時「国家優先課題」であり、この開発がA-4の名の下で資金提供が確実化された立場に置かれたことを示唆している。A-4bはV2ロケットの射程を十分に延長し、ドイツ領内深くからイギリスのミッドランド、つまりイングランド中部地域の都市か、ロンドンに達するよう後退翼を用いている。A-9はもともと同様であったが、後には従来的な後退翼ではなく、長くて流線形の後退翼を装備した。この設計は有人のA-9/A-10大陸間弾道弾の上段用として採用されている。これは大西洋を過ぎたある点、ニューヨーク市を爆撃するのに十分な距離で滑空を始め、その後に乗員は脱出する。

### 戦後期の開発

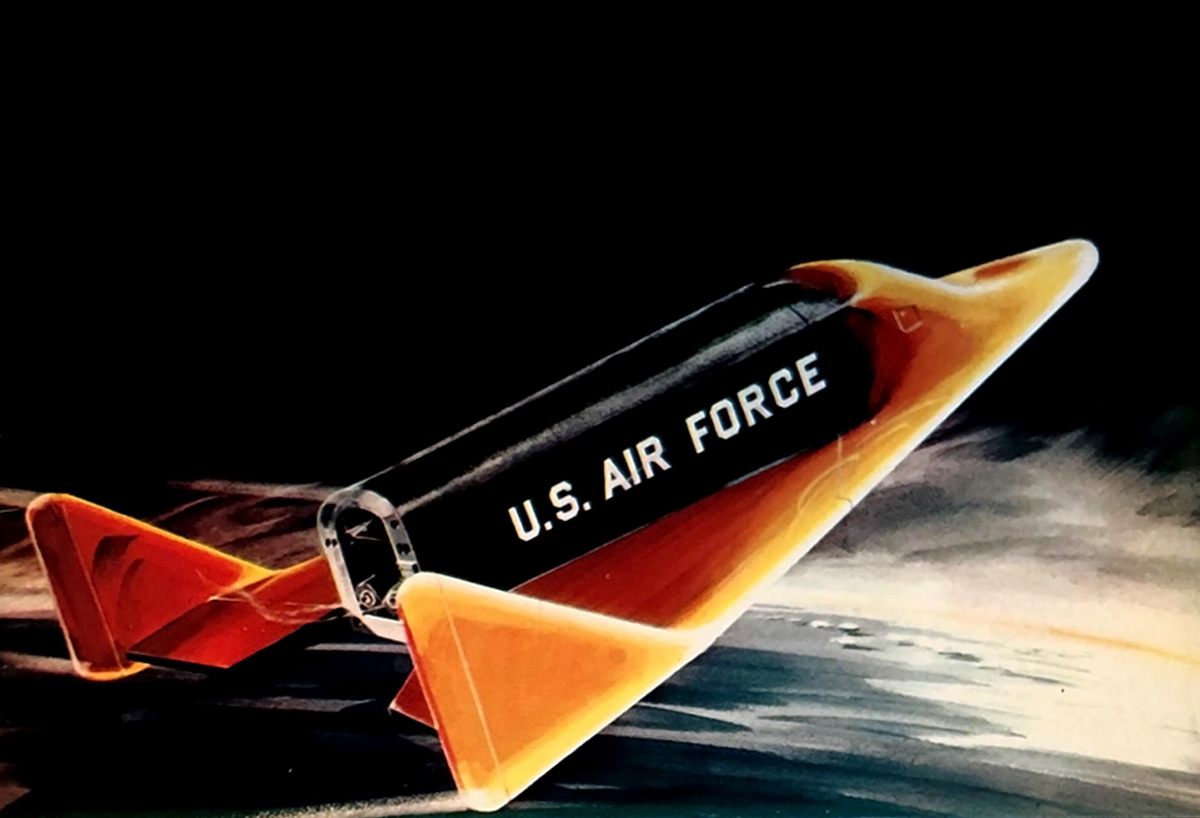
X-20ダイノソアは、有人型ブースト・グライド機の計画の中で最も実機の製造に近かった。この画像は再突入中のX-20を示している。

第二次世界大戦の後すぐ、ソビエト連邦のロケット技術者アレクセイ・イサエフはある報告書を発見した。これは1944年8月の「ジルバーフォーゲル」計画の最新版だった。彼は書類をロシア語に翻訳し、最終的にヨシフ・スターリンの注意を惹いた。彼は対蹠地爆撃の概念に強く興味を示した。1946年、彼は自らの息子であるヴァシリー・スターリンと、戦前に有翼ロケット機の作業を手掛けていた科学者のグリゴリー・トカティをパリに送り、ゼンガーとイレーネ・ブレットを訪問した。ソビエト連邦に参加し、努力するよう説得を試みるためであったが、ゼンガーとブレットは誘いを断った。。
1946年11月、ソ連ではゼンガーとブレットなしに国産の機体を開発するため、ムスティスラフ・ケルディシュの率いるNII-1設計局を編成した。彼らの初期の研究は、同時期のアメリカで開発中だったSM-64ナバホとは異なり、ロケット動力の極超音速スキップ・グライド機のコンセプトがラムジェット駆動の超音速巡航ミサイルに変わることを確信させた。開発はある程度のあいだケルディシュ爆撃機として続けられたものの、従来的な弾道ミサイルの改良は最終的にこの計画を不要なものとした。
アメリカ合衆国でのスキップ・グライドの概念は、渡米した多数のドイツ人科学者により提唱されていた。主な提唱者はベル・エアクラフトに勤めるヴァルター・ドルンベルガーやクラフト・エーリッケである。1952年、ベル社はある爆撃機のコンセプトを提示した。これは基本的に「ジルバーフォーゲル」の垂直発射バージョンで、bomiとして知られた。この計画は1950年代を通じて数種類のコンセプトに引き継がれ、Robo、ハイウォーズ、ブラス・ベル、そして最終的にX-20ダイノソアに至った。初期の設計は一般的に爆撃機であり、後のモデルは偵察や他の任務を狙っていた。ドルンベルガーやエーリッケは1955年に『ポピュラー・サイエンス』誌の記事で共同して働き、定期旅客機に使うためのアイデアを投じた。
成功を収めた大陸間弾道弾（ICBM）の攻撃任務への導入は、スキップ・グライド爆撃機の概念への関心を終わらせ、偵察機としての任務も偵察衛星が同様に果たした。X-20宇宙戦闘機は1960年代を通じて関心を惹き続けたが、最後には予算削減の犠牲となった。1963年3月に行われた別の再検討の後、ロバート・マクナマラ国防長官は12月に計画を中止した。4億ドルを費やした後、彼らは未だに果たすべき任務がないことが注目された。

### ミサイルへの採用
1960年代を通じ、スキップ・グライドの概念は関心を持たれていたが、射程延長の手段としてではなく、現代的なミサイルに懸念はないものの、ICBM用の機動可能な再突入体の基礎としてだった。最初の目標は再突入体が再突入の最中に経路を変更し、それにより対弾道ミサイル（ABM）が、こうした機の動きを、迎撃成功に十分なほど速やかに追尾できなくすることである。よく知られる最初の例は1959年のアルファ・デルコの実験であり、これにブースト・グライド再突入機（BGRV）の一連の試験であるASSET（Aerothermodynamic Elastic Structural Systems Environmental Tests）やPRIMEが続いた。
後、この研究はパーシングIIのMARVに使われた。この場合、滑空段階での射程延長はない。弾頭は短時間、弾道を調整するために揚力を用いる。これはシンガー・カーフォット慣性航法装置とグッドイヤー・エアロスペース社のアクティブレーダーとのデータを組み合わせ、再突入の過程の後期に行われる。同じコンセプトが、核武装した多くの国家の装備する戦域弾道ミサイルのために開発されている。
ソビエト連邦でもアメリカ側のABMを回避するためのMARVの開発にいくばくかの努力を費やした。しかし、1970年代にアメリカの防衛力の整備が打ち切られ、この計画を続ける理由は無くなった。2000年代には　アメリカ側が地上配備型ミッドコース防衛を導入したためにこの図式が変わり、ロシア側はこの研究作業の復活に至った。ソビエト連邦期にはこの機体は「オブイェークト4202」と呼ばれ、2016年10月に試験に成功していることが報告された。2018年3月1日、アバンガルド (極超音速滑空体)（ロシア語: Авангард）としてシステムが公開され、2019年12月27日にはICBMに積まれるものとしておおやけに就役した。ウラジーミル・プーチンはアバンガルドが実際の任務に就いたことを発表し、この滑空体の機動性は現用の全てのミサイル防衛を無力化すると主張した。
中華人民共和国でもブースト・グライドを行う弾頭、DF-ZF（アメリカの諜報機関には「WU-14」として知られる）を開発した。アメリカとロシアのMARVの設計と対照的に、DF-ZFの主な目標は、従来的な弾道弾が描く軌道を用いて標的に到達するよりも低い高度を飛び続ける間、ブースト・グライドを射程延長のために使うことだった。低空飛行の目的はアメリカ海軍のイージスシステムのレーダー探知領域からできる限り長く逃れるためであり、それによってシステムが攻撃に対応する時間を短くすることである。DF-ZFは2019年10月1日に公開された。ロシア連邦による同様の努力はKholod、およびGLL-8 Iglaの極超音速実験計画に至った。さらに近年ではRS-28 Sarmatに搭載可能なYu-71極超音速滑空体を計画している。
ブースト・グライドは、アメリカの「即時全地球規模攻撃」 (PGS) 計画の要件を満たす解決法として、いくらか関心を集める話題となった。この計画では、アメリカから発射した兵器を地球上のいかなる地点でも1時間以内に命中させる兵器を模索していた。PGS計画では作戦の方法を定義しておらず、また現行の研究には先進極超音速兵器のブースト・グライド弾頭や、ファルコンHTV-2極超音速機、また潜水艦発射ミサイル等が含まれている。アメリカ軍では、地上発射型・艦上発射型としては1970年代末のサンディア国立研究所の研究結果を踏まえた共通極超音速滑空体（C-HGB）を用いたミサイルを開発する一方、空中発射型としてはHTV-2の成果を踏まえたAGM-183 ARRWを開発している。

#### 対抗手段
ブースト・グライド兵器は普通、継続的に機動を続けるか、警戒時間を短縮するために大気圏外縁付近の低空を飛行することで既存のミサイル防衛システムを回避するよう設計されている。これは一般的に、低空の「低層」目標の迎撃を意図した防衛システムを使うことで、これらの兵器の迎撃が容易になる。短距離弾道ミサイルの弾頭よりも低速で飛行させると、その迎撃は容易である。非常な低空での攻撃態勢を用いるこのような接近方法は、現用の高初速砲やレールガンの迎撃さえも受けやすい。
しかしながらロシア側の情報では、アバンガルドHGVはマッハ27で飛行し、また「大気中を飛行する間にはコンスタントにコースと高度を変更し、目標への経路において無秩序にジグザグ運動を行い、この兵器の位置の予測を不可能にする」と主張している。

### 再突入機への採用
ソ連はこの技術をゾンド計画の種々の月周回宇宙機に用い、これらは着陸の前に一回だけスキップを行った。この場合、より高い緯度の着陸地域へと宇宙機を到達させるという条件があり、本当の意味でのスキップが求められた。ゾンド6、ゾンド7、そしてゾンド8がスキップ再突入に成功した。ただしゾンド5は失敗した。嫦娥5号T1の飛行計画のあらましはゾンドと同様であり、この技術も用いている。
アポロ司令船では、機体の加熱負荷を少なくし、再突入の時間を延長するためにスキップに似た概念を用いているが、この宇宙機は大気から再び離脱することはなく、これが本当のスキップのかたちを取っているのかには論議がある。NASAでは単に「リフティングエントリー」と呼んでいる。真正な複数回スキップのかたちは、アポロ司令船のスキップ誘導コンセプトの部分にあると考えられているものの、これはいかなる有人飛行にも採用されたことがない。この概念は機内搭載コンピューターを利用し、オリオン宇宙機のようなより現代的な機体にも繰り返し現れている。

## 飛行時の力学
簡略化された運動方程式を用いて、大気中の飛行では、抗力と揚力の双方とも機体に働く重力よりも大きいと仮定すると、次のようにスキップ再突入時の分析関係を導きだせる。
{\displaystyle \gamma _{F}=-\gamma _{E}}
ガンマがその地域の水平線に対する飛行経路の角度であるとき、Eは突入開始時の状態を示し、Fは突入飛行の終了時の状態を示している。
突入前後の速度Vは次のように関連して導きだせる。
{\displaystyle {\frac {V_{F}}{V_{E}}}=e^{\frac {2\gamma _{E}}{L/D}}}
ここでL/Dは機体の揚抗比に等しい。

## 開発完了、または開発途上の機材
- ロシアの極超音速滑空体アバンガルド、開発完了し配備済み。
- 中国の極超音速滑空体DF-ZF、開発完了し配備済み。
- アメリカの極超音速滑空体Falcon HTV2、開発中。
- インドの極超音速滑空体HGV-202F。
- 日本の極超音速滑空体Hyper Velocity Gliding Projectile (HVGP)[39]。
- ブラジルの極超音速滑空体14-X、開発中。
- フランスの極超音速滑空体VMAX、開発中。[40]